# Гайлігенберг (гора)
49°25′33″ пн. ш. 08°42′22″ сх. д. / 49.42583° пн. ш. 8.70611° сх. д.
Гайлігенберг (нім. Heiligenberg, дослівно Свята Гора) — гора, розташована на схід від двох частин міста Гайдельберг, Ноєнгайму (нім. Neuenheim) та Гандшусгайму (нім. Handschuhsheim). Разом із горою Кенігштуль (нім. Königsstuhl, «Трон Короля») вона є одною із двох «домашніх» гір Гайдельбергу. За часів Каролінгів вона називалася Аберінзберґ (нім. Aberinsberg), а після утворення монастирів Святого Михайла та Святого Стефана у 1265 році премонстрантами монастирю Всіх Святих у Шварцвальді, отримала ім'я «Гора Всіх Святих» (нім. Alleheiligen-Berg, лат. mons omnium sanctorum).

## Географія
Гора Гайлігенберг знаходиться на західній межі Оденвальду на Берґштрассе: на захід перед нею розкривається широка долина Верхнього Рейну, а на південь розташована плоска вершина гори Міхельсберґ (нім. Michelsberg, 375 м.). Гайлігенберг різко обривається як на захід до долини Рейну, так і на південь до долини Неккару, через яку, над старою частиною міста Гайдельберг, височить гора Кеніґштуль; на північному сході поєднується, через гірське сідло (нім. Zollstock, «Митна палиця»), із більш віддаленою і вищою горою Вайссерштайн (нім. Weisserstein, «Білий Камінь»).

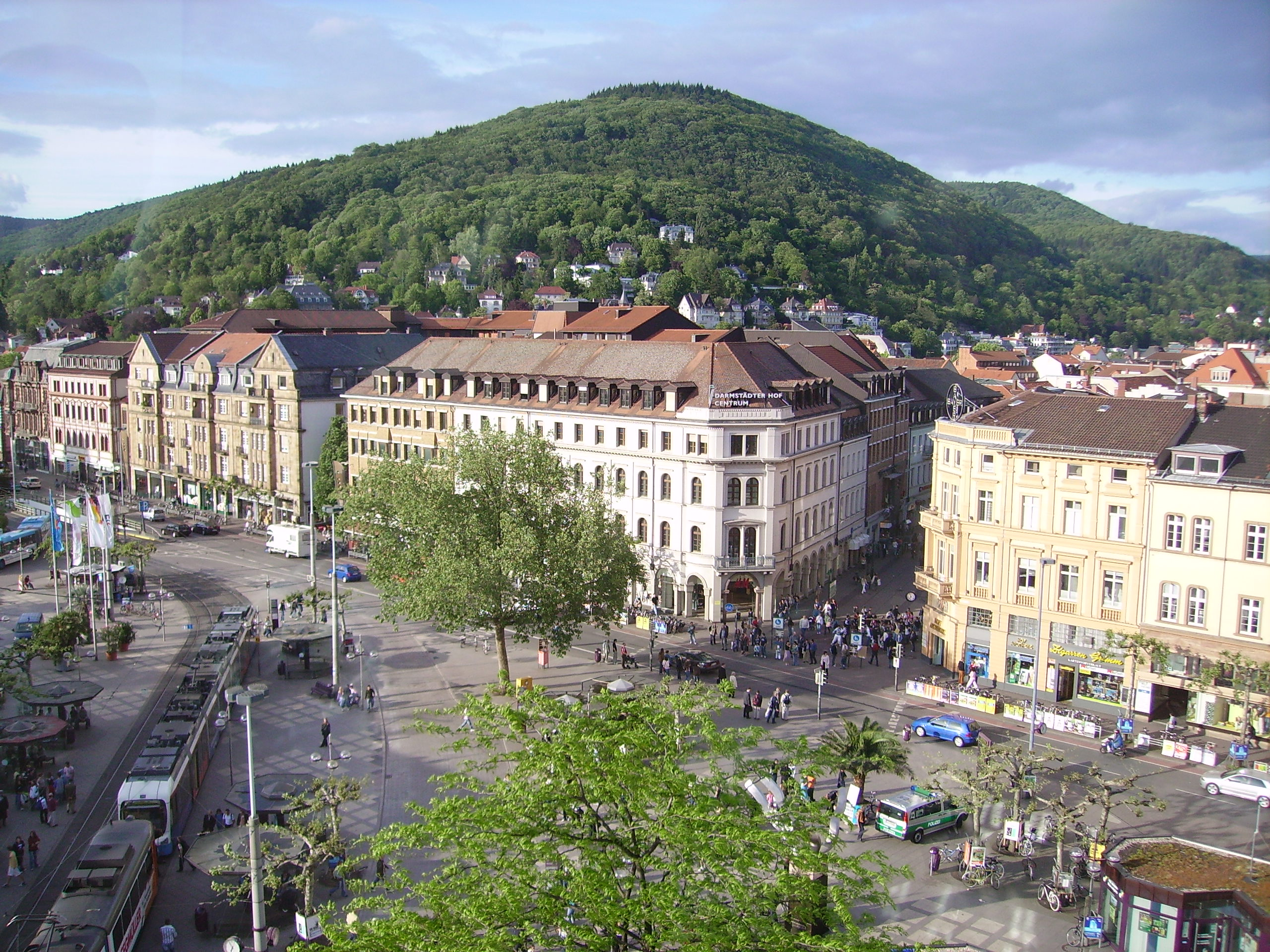
Вид з площі Бісмаркпалтц на Гайлігенберг

## Історія

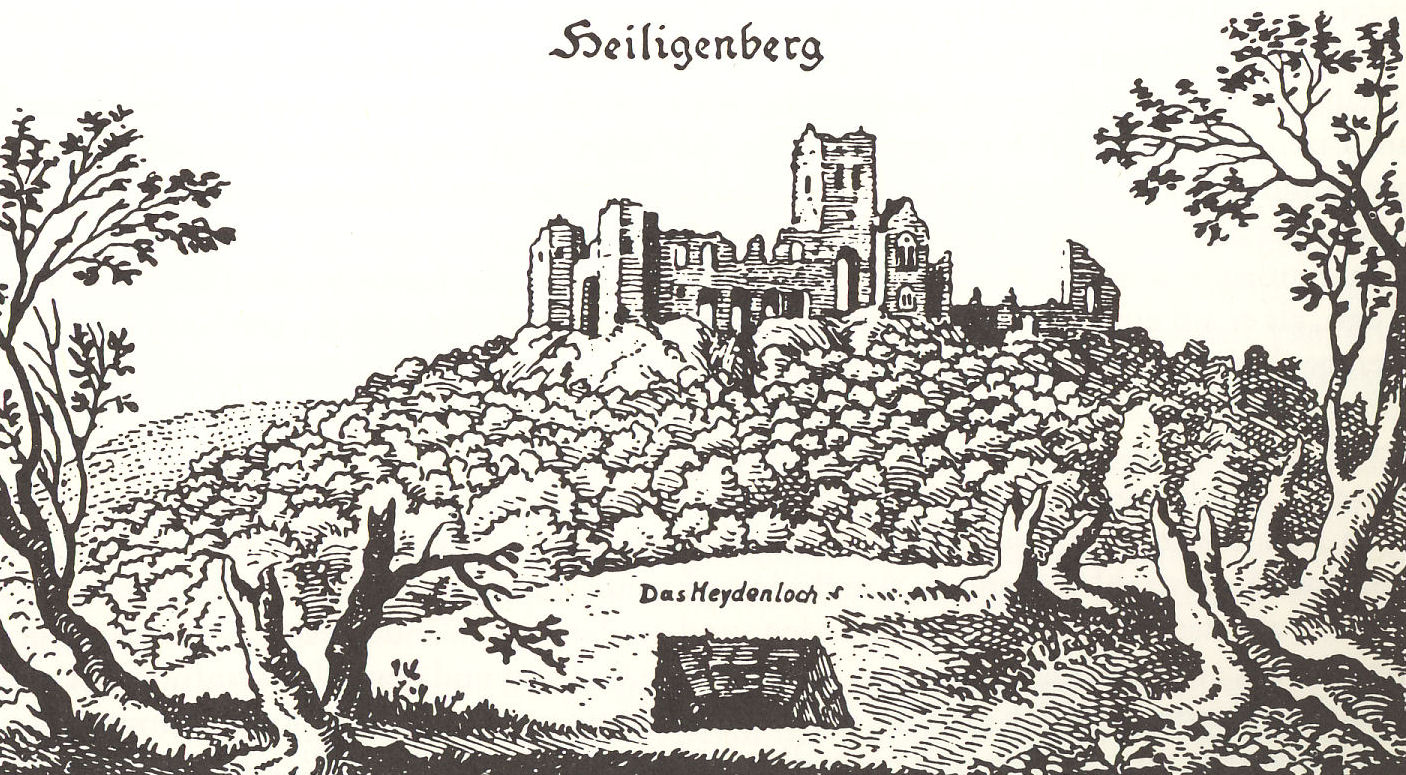
Гайлігенберг 1645, Маттеус Меріан

Завдяки своєму визначному розташуванню вершина Гайлігенбергу може запропонувати як вільний огляд рівнини Рейну та долини Неккару, так і природний захист. Вже з початку неоліту гора населена, про що свідчать знахідки лінійної кераміки (5500–5100 до н. е.), а починаючи з 1-ї половини 1-го тисячоліття нашої ери кельти вже живуть тут постійно. Про їхню колонізацію свідчать залишки подвійних мурів, що охоплюють як основну, так і передню вершини.

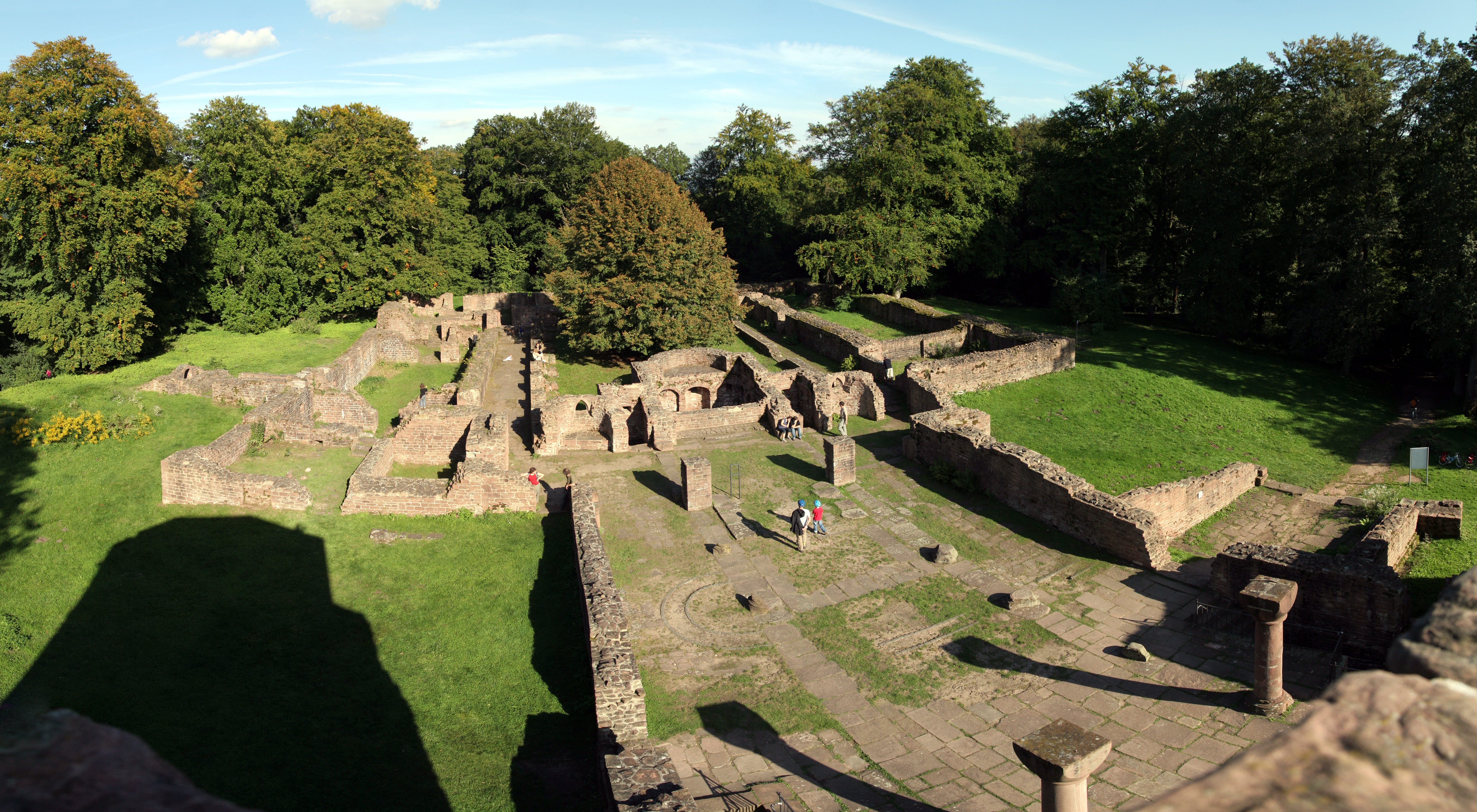
Фундамент храму Меркурія у руїнах центрального нефу монастиря Святого Михайла

Розкопки показують, що вже під час ранньої латенської культури тут переплавлялася залізна руда. Загалом, з V століття до н. е., до самих римських часів (приблизно до 200 року нашої ери), поселення на горі було політичним, релігійним та культурним центром регіону. Достеменно відомо про жертовні колодязі, куди спускали людей, прив'язаними до стовбурів дерев. Так, культовий колодязь на Гайлігенбергу досягає глибини 78 метрів. Пізніше центр життя переміщується до римського поселення Лоподунум (лат. Lopodunum), що знаходиться західніше на березі Неккару (зараз Ладенбурґ, нім. Ladenburg). Під час римського володарювання на вершині розташовується храм бога Меркурія — кам'яний комплекс, підвалини якого сьогодні можна побачити серед руїн базиліки Святого Михаїла. До археологічних знахідок відноситься присвятна стела з написом латиною, яка присвячує комплекс «Меркурію Кімврів», що вказує на адаптований культ германського бога Одіна. Святилище на вершині функціонує, очевидно, до приблизно 600 року нашої ери, оскільки в цей час навколо нього все ще відбуваються поховання.

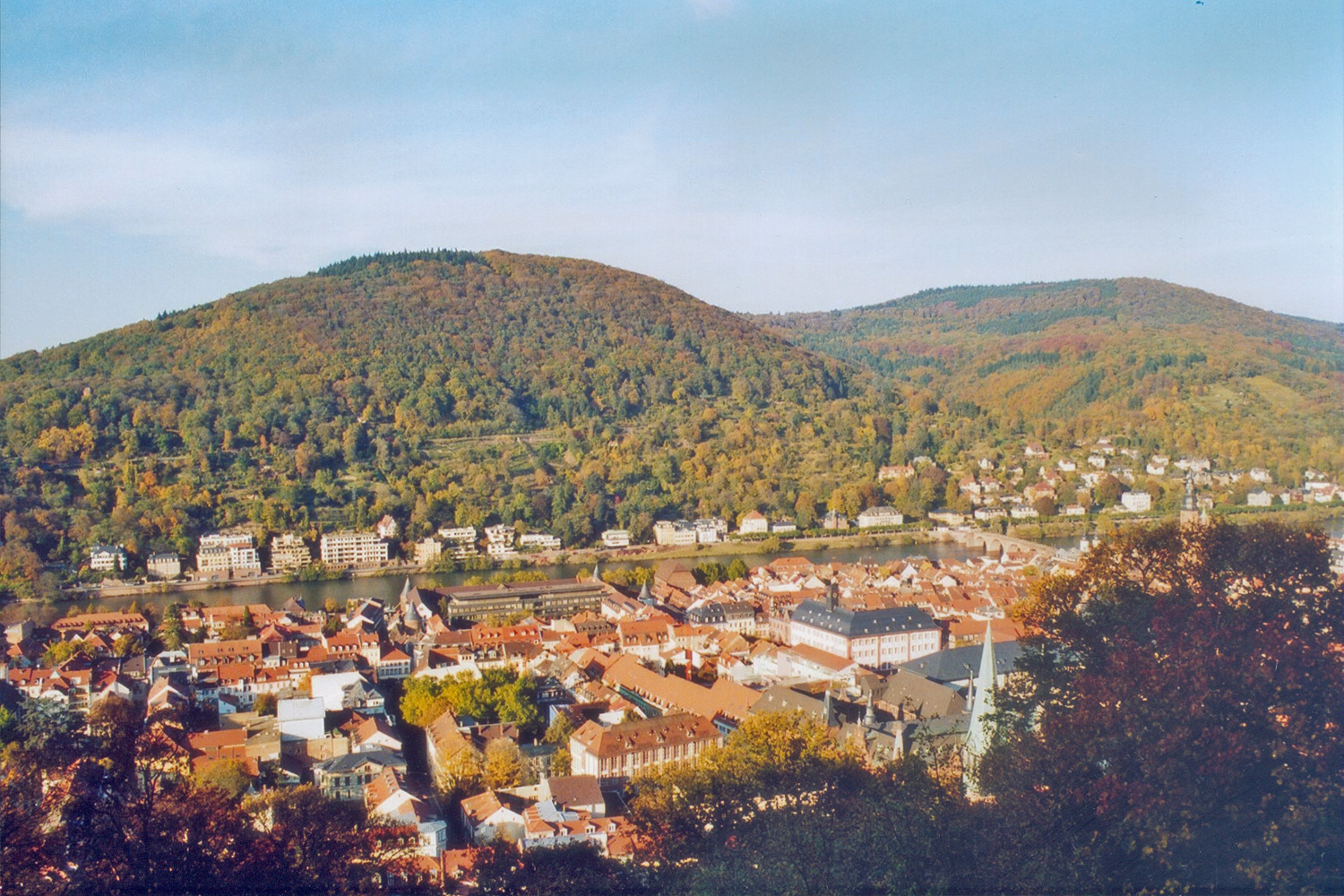
Heiligenberg mit Heidelberger Altstadt und Neckar

Іноді Гайлігенберг ідентифікують із горою Mons Piri, згадуваною Амміаном Марцелліном, на якій загони імператора Валентиніана I у 369 році викопали траншеї, але, тим не менш, були відкинуті ударами германських племен. Було знайдено лише окремі знахідки, що датуються IV або V столітями, з кінця VI століття гора знову заселяється.
У пізньому VII столітті з'являються християнські поховання, а за часів Каролінгів, у VIII столітті, було зведено кам'яні споруди, які могли призначатися королівським представникам. У IX столітті Лоршський монастир будує над римським храмом першу церкву, яка була присвячена архангелу Михаїлу. У 882 році згадується уперше Гайлігенберг у письмових джерелах під назвою «Аберінзберґ», коли Людовік III, у зв'язку з похованням свого батька (Людовика II Німецького) у Лорші, подарував Гайлігенберг Лоршському монастирю.
Руїни ранньо-романської церкви дадуються пізнім X століттям (у її східній частині) та 1030 роком (західна частина). Монастир Святого Михайла було засновано у 1023 році; вважається, що абатом Реґібальдом. У 1090 році монах Арнольд заклав церкву на нижній (південній) частині гори, а другий монастир-пробство, присвячений Святому Стефану, було засновано у 1094. Вельможна жінка Hazecha була похована тут у 1100 році; її надгробна плита є найстаршим середньовічним написом, що зберігся у Гайдельберзі. У середині XIII століття обидва монастирі були передані від Лоршу до Архієпископства Манцу, та у 1265 році бенедиктинців там змінили премонстранти з монастиря Всіх Святих зі Шварцвальду, після чого назва гори була змінена на Allerheiligen-Berg («Гора Всіх Святих»), — попередницю сучасної назви. Політичний конфлікт стосовно діоцезії призвів до руйнування церкви у верхньому монастирі у 1460 році, а його північна вежа обвалилася у 1503 році (вбивши при цьому двох монахів). Яків Міцеллус описував монастир Святого Михайла як руїни у 1537 році, а найстарше його зображення, Матеусом Меріаном у його Topographia Palatinatus у 1645 році, зображає його у руїнах, хоча й з більшістю стін та середохресних колон у вертикальному становищі.
1935 року збудовано амфітеатр тінгштетте, на відкритті якого виступав райхсміністр пропаганди Йозеф Геббельс.